# FloraBase
FloraBase je veb-baza podataka o flori Zapadne Australije sa javnim pristupom. Ona pruža autoritativne naučne informacije o 12.978 taksona, uključujući opise, karte, slike, status očuvanja i nomenklaturne detalje. Takođe su zabeležena 1.272 strana taksona (naturalizovani korovi).
Sistem uzima podatke iz skupova podataka uključujući Popis biljaka Zapadne Australije i bazu podataka uzoraka Herbarijuma Zapadne Australije sa više od 803.000 zbirki biljaka. Njime upravlja Herbarijum Zapadne Australije u okviru Odeljenja za parkove i divlje životinje. Osnovana je u novembru 1998.

## Spoljašnje veze
- Zvanični veb-sajt